# Francesco Stradivari
Francesco Stradivari (* 1. Februar 1671 in Cremona; † 11. Mai 1743 ebenda) war ein italienischer Geigenbauer. Francesco war eines von insgesamt elf Kindern von Antonio Stradivari, von denen nur er und sein Bruder Omobono beim Vater in die Lehre gingen und diesem beruflich in den Geigenbau folgten.
Francesco Stradivari baute großbauchige Violinen, oft als Kopien der von seinem Vater entwickelten Instrumente.